# Cysoing
Cysoing är en kommun i departementet Nord i regionen Hauts-de-France i norra Frankrike. Kommunen ligger i kantonen Cysoing som tillhör arrondissementet Lille. År 2022 hade Cysoing 4 717 invånare.

## Befolkningsutveckling
Antalet invånare i kommunen Cysoing
| Referens: INSEE |